# Куфалово
Куфа̀лово (на гръцки: Κουφάλια, Куфалия, на турски: Kurfali, Курфали) е град в Гърция, център на дем Илиджиево (Халкидона) в област Централна Македония с 8057 жители (2011).

## География
Куфалово е разположено в Солунското поле на 25 километра северозападно от Солун, на десния бряг на река Леска. Градчето традиционно се състои от три махали – Горно, Средно и Долно Куфалово (на гръцки Ано, Като и Месия Куфалия). На 2 km северозападно от селото е Куфаловският манастир „Свети Григорий Палама“.

## История
Смята се, че край Куфалово е бил разположен античният град Ихне, чиито останки са днес в местността Тавас.

### В Османската империя
Куфалово принадлежи към вакъфа на Гази Евренос бей и е част от муката на селата, които произвеждат селитра. Първоначално Куфалово е смесено мюсюлманско-християнско село. Впоследствие юруците от мюсюлманското селище го изоставят поради тежките условия на живот в блатистата местност и селището е заселено с християни. През XIX век Куфалово е голямо българско село в Солунска каза на Османската империя, което се състои от три автономни селища, и трите турски чифлици: Горно Куфалово (Курфали), Средно Куфалово (Хидирли) и по на юг, Долно Куфалово (Кушбали), на мястото на сегашното гробище. Въпреки че е второто по население селище в равнината след Кулакия, Куфалово никога не е било главно село за околността – куфаловци работят като наемни работници в чифлиците на бейовете, които живеели в Солун. Пасищата също са бейска собственост, а в в нивите се отглеждат царевица, леща, боб и ръж. Куфалово страда от малария и от наводнения от Вардар, които обикновено заливат Долно Куфалово и водят до липса на питейна вода.
В 1845 година руският славист Виктор Григорович посещава Куфалово и пише в „Очерк путешествия по Европейской Турции“, че е българско селище.
Александър Синве („Les Grecs de l’Empire Ottoman. Etude Statistique et Ethnographique“), който се основава на гръцки данни, в 1878 година пише, че в Куфали (Kouphali), Воденска епархия, живеят 1746 гърци. В „Етнография на вилаетите Адрианопол, Монастир и Салоника“, издадена в Константинопол в 1878 година и отразяваща статистиката на населението от 1873 Горна Калайлия (Gornia-Calaylia) е показано като село с 30 домакинства и 125 жители българи.
В 1897 година куфаловецът Никола Тальоков дарява част от къщата си за българско училище.
В 1900 година според Васил Кънчов („Македония. Етнография и статистика“) в Горно и Средно Куфалово живеят 135 българи християни, а в Долно – 480 българи християни, 25 турци и 6 цигани.
През ХІХ и началото на ХХ век селото е чифлик, притежание на различни бейове. Един от чифликчиите е Реджеб бей, чийто конак се намира между Горно и Долно Куфалово. Беят е известен със золумите си над местните жители, включително с претенциите си да прекарва първата брачна нощ с младоженките.
След Илинденското въстание в началото на 1904 година цялото село минава под върховенството на Българската екзархия. По данни на секретаря на екзархията Димитър Мишев („La Macédoine et sa Population Chrétienne“) в 1905 година в Долно Куфалово има 336, в Средно – 656, а в Горно Куфалово 1440 жители българи екзархисти. В Долната и Средната махала работят български училища, а в Горната махала третокласно гръцко училище. В Горно Куфалово преподава учителката Александра Костадинова от Солун, но училището е затворено на 2 ноември 1905, а учителката е заменена от Георги Анастасов от Ново село, който след време е преместен в Средно Куфалово. В 1908 – 1909 година в Куфалово е учител Л. Атанасов. Куфаловци масово се заселват в Солунския квартал Пирги и според Царевна Миладинова заедно с дебраните са най-будната част на българската колония в града.
| „ | Горно- и долнокуфаловци са едри, снажни, жизнерадостни люде. Селата им са разстлани на слабо хълмиста равнина по житните простори отвъд Вардара. Намират се някъде между долното течение на реката, Енидже Вардар и Гуменджа. Обширните ливади, които заграждат двете сродни и почти едно до друго кацнали села, дават най-хубавото вардарско жито. Земята им е росна и добре напоявана. Ваклите им стада, едрият добитък на групи се мяркат в безкрайната шир на равното поле. Който познава руската или полската степ, по-лесно може да си представи цялата дълга далечна история на заселване на тези трудолюбиви български селяни – тук, преминали през вековете и останали читави, за да ни се представят в същия им стар вид, със същата душа, със същите нрави и обичаи, в същото старинно облекло, както някога, когато са прииждали от далечния север, за да хвърлят котва тука, на благодатния беломорски юг... Будни българи бяха куфаловци... | “ |

Будното българско село пострадва от Гръцката въоръжена пропаганда. На 12 март 1907 година в отсъствието на постоянно разквартируваната в селото турска войскова част гръцката андартска чета на капитан Никифорос (Йоанис Деместихас) напада Горно Куфалово, като среща съпротивата единствено на няколко милиционери от селото. Гърците убиват няколко селяни, опожаряват две къщи и отвличат няколко души, между които и деца. Божин Масларов е отвлечен и обучен в Атина, след което се завръща в Куфалово като гръцки учител. Поради честите андартски набези в Долната махала се сформира селска чета с войвода Пено Пейков и четници Глигор Узунов, Георги Кяев, Иван Кривопетров, Мицо Тулев, Иван Чимидов, куриер е Кольо Циклев.
Според гръцки данни в 1905 година Горно и Средно Куфалово имат население от 1142 елинофони и славянофони, предимно патриаршисти. Долно Куфалово е обитавано от 730 българи екзархисти.
Според доклад на Димитриос Сарос от 1906 година Куфалово Горно, Долно и Средно (Κουφάλοβο Ἄνω, Κάτω, Μεσαῖο) е славяногласно село във Воденската митрополия с 2432 жители с българско национално съзнание. В селото работят 2 български училища със 120 ученици и 2 учители.
След Младотурската революция в 1909 година жителите на Горно Куфалово изпращат следната телеграма до Отоманския парламент:
| „ | В името на правдата ви молим да ни се отвори черквата, която е затворена от страна на правителството и сме лишени от молитвен дом, при все е сме екзархисти от 1903 година. От страна на българското население на брой 180 къщи. Мухтарски печат: Георги Констандин. | “ |

През септември 1910 година селото пострадва по време на обезоръжителната акция на младотурците – няколко къщи са изгорени, четирима души са убити, а много са изтезавани.
При избухването на Балканската война в 1912 година 12 души от Куфалово са доброволци в Македоно-одринското опълчение.

### В Гърция
През войната селото е окупирано от гръцки части и остава в Гърция след Междусъюзническата война. Българите в Куфалово са подложени на натиск от новите гръцки власти.
| „ | Какъв срам! – казвали гръцките жандармеристи в Горно Куфалово (12/25 март 1913). – Ние ви освободихме. Гласът на Александър Велики ви призовава от гроба. Не го ли чувате? А продължавате своя сън и се наричате българи! | “ |

На учителите Ангел от Градобор, Трайко Даменлиев, Иван Кривопетров, Атанас Манчев – Коджаман е забранено да преподават на български, а на тяхно място е изпратена учителка на име Клеопатра от Гърция. Селяните са насилствено мобилизирани в гръцката армия в периода 1912 – 1918, но общо 30 души дезертират в българската армия. Гръцката власт започва да тероризира семействата на дезертьорите, да арестува и измъчва роднините им, да гори или иззема имотите им. В защита на селяните се явява народният представител в гръцкия парламент Сотирак Коджаманов, избран от Енидже Вардар. Гръцки офицери прекъсват литургия в църквата в Горно Куфалово и бият свещеника, защото не чете на гръцки.
В рапорт от Солун през април 1914 година българският дипломат Сократ Тодоров пише:
| „ | Катадневно пристигат в Солун цели кервани бежанци от Кара Суле, Дъбово, Боймица, Куфалово и Мачуково. | “ |

Боривое Милоевич пише в 1921 година („Южна Македония“), че Горно Куфалово има 170 къщи славяни християни, Средно Куфалово има 50 къщи славяни християни и Долно Куфалово има 100 къщи славяни християни.
В 20-те години на XX век по силата на спогодбата на обмен на население между България и Гърция много куфаловци се изселват в България (компактно по Черноморието – в село Равда, Даутлии, Анхиало и други), а в Куфалово се заселват гърци кариоти, бежанци от българския град Кавакли (днес Тополовград). В 1928 година Куфалово е представено като чисто бежанско село с 956 бежански семейства и 3342 жители бежанци.
Около 80% от жителите на Куфалово са потомци на каваклийци, а останалите са местни, както и гърци бежанци от Източна Тракия и от Мала Азия.
В Куфалово са отворени три църкви, най-стара от които е „Света Троица“ в Долно Куфалово. „Свети Атанас“ е построена в Горно Куфалово, а „Свети Георги“ в Средно Куфалово. Към 1905 година патриаршистка е единствено „Свети Атанас“, чийто поп Ристо Ванчуров след среща с Дамян Груев се отказва от гъркоманството и църквата остава затворена за дълго време. „Света Троица“ е срината от гръцките власти, а прилежащите и гробища са изринати след 1924 година. На нейно място е издигната нова църква със същото име.
В 2001 година в Куфалово има 8102 жители, а в 2011 година – 8057.

## Личности
Родени в Куфалово
- Антон Атанасов Попов (1884 – 1961), български политик, кмет на Несебър[34]
- Атанас Никлев (? – 1913), български революционер, войвода на ВМОРО, македоно-одрински опълченец
- Атанасиос Вардалис (р. 1960), гръцки политик
- Атанас Петров (1874 – ?), македоно-одрински опълченец, 1 рота на 13 кукушка дружина[35]
- Атанас Христов (1892 – ?), македоно-одрински опълченец, 3 рота на 3 солунска дружина, носител на орден „За храброст“ IV степен[36]
- Божин Масларов (Христос Масларис), отвлечен като дете от андартите и завърнал се в Куфалово след войните като гръцки учител. Всичките му роднини се изселват в България. В Куфалово днес има улица на негово име.[37]
- Вангел Голев (1901 – ?), български общественик
- Вангел Калоянов, деец на Илинденската организация в Несебър[38]
- Вангел Тръпков (1922 – ?), български партизанин, политик, кандидат-член на ЦК на БКП.
- Васил Бишков (Вашиль), български революционер, четник на ВМОРО[39]
- Васил Стоянов (1874 – ?), македоно-одрински опълченец, 1 отделна партизанска рота, Сборна партизанска рота на МОО[40]
- Григор Узунов (1876 – 1961), български революционер от ВМОРО
- Дельо Деляков, куриер на ВМОРО, бежанец в Равда и член на Македонското братство[41]
- Димитър Лазаров Влахов, партизанин, член на Окръжния комитет на БКП в Бургас[42]
- Иван Георгиев (1862 – 1905), български революционер от ВМОРО
- Иван Узунов, български революционер от ВМОРО
- Илия Индров, активист на Солунския български клуб, убит от гърците[43]
- Кирил Петров Попчев, български военен деец, помощник-командир, загинал през Втората световна война[44]
- Костадин Ванчуров (Дино Четникут), български революционер, четник на ВМОРО.[39]
- Костас Новакис (р.1957), гръцки фолклорист от български произход
- Кръсте Атанасов Карамудзев (1893 – ?), македоно-одрински опълченец от Долно Куфалово, Солунски доброволчески отряд, 4 рота на 13 кукушка дружина[45]
- Кръсто Атанасов Попов (1891 – 1971), македоно-одрински опълченец,[46] подпоручик в 60-ти полк през Първата световна война[47], кмет на Сливница (1934 – 1939).
- Лазар Стоянов (1888 – ?), македоно-одрински опълченец от Средно Куфалово, 4 рота на 3 солунска дружина, носител на орден „За храброст“ IV степен[48]
- Лазар Япанджиев, деец на Илинденската организация в Несебър[38]
- Пейо Пейков, четник на Апостол Петков през 1907 година[49]
- Пеньо Николов, македоно-одрински опълченец, четата на Ичко Димитров, Сборна партизанска рота на МОО[50]
- Петър Димитров (1889 – ?), македоно-одрински опълченец, 4 рота на 3 солунска дружина[51]
- Петър Дърлянов (Пано, Пено Дурлянов, 1882 – ?), четник на ВМОРО
- Петър Николов Петров (1882 – ?), македоно-одрински опълченец от Горно Куфалово, 3 рота на 13 кукушка дружина[52]
- Сотирак Коджаманов (Сотириос Кодзаманис), лекар, народен представител в гръцкия парламент и финансов министър на Гърция
- Христо Атанасов Тонозлиев (1921 – 1944), български партизанин[53]
- Христо Григоров (1882 – ?), македоно-одрински опълченец, Инженерно-техническа част на МОО[54]
- Христо (Ристо) Лалев, български революционер, куриер на ВМОРО.[55]
- Христо Узунов, български революционер от ВМОРО
- Тодор Тальоков, деец на Илинденската организация в Несебър[56]
- Селяните Гоно Мандулев, Танас Наков, Ристо Траев, Ат. Митрев, Г. Митрев, кираджии предадени от гъркоманите Петър Чолев и Иван Никлев и убити от гръцки андарти на 10 декември 1907 година край Солун.[57]

Други
- Денислав Кехайов (р. 1966), български народен певец, по произход от Куфалово